# Sandplace (stacja kolejowa)
Sandplace – stacja kolejowa w przysiółku Sandplace na linii Looe Valley Line. Stacja otwarta została dla ruchu towarowego w 1860 r., ruch pasażerski rozpoczął się w 1879 r.

## Ruch pasażerski
Stacja w Sandplace obsługuje ok. 1316 pasażerów rocznie (dane za rok 2021/2022). Pociągi zatrzymują się na żądanie. Stacja obsługuje połączenia z Looe i Liskeard. Pociągi zatrzymują się na żądanie.